# NGC 3847
NGC 3847 (ook: NGC 3856) is een elliptisch sterrenstelsel in het sterrenbeeld Grote Beer. Het hemelobject werd op 3 april 1831 ontdekt door de Britse astronoom John Herschel.

## Synoniemen
- UGC 6708
- MCG 6-26-23
- ZWG 186.32
- PGC 36504